# オスカル・エストゥピニャン
オスカル・エドゥアルド・エストゥピニャン・バジェシージャ（Óscar Eduardo Estupiñán Vallesilla (スペイン語発音: [ˈoskaɾ estupiˈɲan]、1996年12月29日 - ）は、コロンビア・カリ出身のプロサッカー選手。FCフアレス所属。ポジションは、フォワード。

## クラブ歴
2015年5月16日、カテゴリア・プリメーラAのウニアウトノマ戦でリーグデビューを果たした。
2017年7月、ヴィトーリア・ギマランイスに加入し、リーグ戦14試合に出場した。2019年1月28日、バルセロナSCにローン移籍で加入した。
2022年7月13日、ハル・シティAFCに3年契約で移籍した。